# فرناندو بروبو
فرناندو بروبو (انگلیسی: Fernando Brobró؛ ۱۸ ژوئیهٔ ۱۹۳۴ – ۱۰ فوریهٔ ۲۰۰۶) ورزشکار بسکتبال اهل برزیل بود.